# Puya iltisiana
Puya iltisiana är en gräsväxtart som beskrevs av Lyman Bradford Smith. Puya iltisiana ingår i släktet Puya och familjen Bromeliaceae. Inga underarter finns listade i Catalogue of Life.